# Selapura
Selapura is een bestuurslaag in het regentschap Tegal van de provincie Midden-Java, Indonesië. Selapura telt 3398 inwoners (volkstelling 2010).